# Смирнов Ілля Корнилович
Ілля́ Корни́лович Смирно́в (18 (30) липня 1887 , Кологривський повітd, Костромська губернія  — 28 червня 1964 , Москва ) — радянський військовий діяч, комкор, генерал-лейтенант. Депутат Верховної Ради СРСР 1–2-го скликань. Депутат Верховної Ради УРСР 1-го скликання. Член ЦК КП(б)У (1938–1940).

## Біографія
Народився 18 (30) липня 1887 року в бідній селянській родині в присілку Велике Остяково, тепер Парфенівський район, Костромська область, Росія. З 16 років працював чорноробом, вантажником у Санкт-Петербурзі.
З 1908 року — на службі в російській армії. Брав участь у Першій світовій війні у званні старшого унтер-офіцера.
У 1918 році працював у земельній комісії Потошинської волості Пермської губернії. З 1918 року — служба у Червоній армії. Під час Громадянської війни в Росії очолював партизанський загін в Пермській губернії, командував батальйоном, 88-ю Красно-Уфимською бригадою, полком, був помічником командира стрілецької дивізії.
Член РКП(б) з 1919 року.
У 1923 році закінчив академічні курси вищого начальницького складу, з липня 1923 року працював начальником курсів командного складу в місті Могилеві, з квітні 1924 року — помічник начальника, начальник 8-ї Ленінградської піхотної школи, з листопада 1924 року — помічник інспектора військово-навчальних закладів Українського військового округу.
У вересні 1925 — грудні 1926 року — начальник Саратовської піхотної школи. З грудня 1926 року — помічник командира 1-ї Казанської стрілецької дивізії. У 1928 році закінчив курси вдосконалення вищого начальницького складу при Військовій академії імені Фрунзе.
У жовтні 1929 — вересні 1930 року — командир і комісар 22-ї стрілецької дивізії Північно-Кавказького військового округу. У вересні 1930 — березні 1931 року — навчання на курсах командирів-єдиноначальників при Військово-політичній академії імені Толмачова. У березні 1931 — грудні 1932 року — командир і комісар 22-ї стрілецької дивізії Північно-Кавказького військового округу. У 1934 році закінчив курси при Військовій академії імені Фрунзе.
У січні 1935 — червні 1937 року — командир і комісар 43-ї стрілецької дивізії Білоруського військового округу. У червні — грудні 1937 року — командир 2-го стрілецького корпусу.
У грудні 1937 — квітні 1938 року — член Військової ради Київського військового округу.
У квітні 1938 — квітні 1940 року — командувач військ Харківського військового округу. Член Військової ради при народному комісарі оборони СРСР. 
26 червня 1938 року був обраний депутатом до Верховної Ради УРСР 1-го скликання по Харківській сільській першій виборчій окрузі № 246 Харківської області. Член Президії Верховної Ради УРСР 1-го скликання.
З квітні 1940 року — заступник генерал-інспектора піхоти Червоної армії. У липні 1940 — серпні 1941 року — начальник Управління військово-навчальних закладів РСЧА.
У серпні 1941 — лютому 1942 року — начальник тилу — заступник командувача військами Південного фронту. У лютому — квітні 1942 року — виконувач обов'язків командувача 18-ю армією, у квітні — травні 1942 року — у розпорядженні головнокомандувача Південно-Західним напрямком. У травні — липні 1942 року — командувач 24-ю армією. Потім знаходився у розпорядженні Головного управління кадрів Наркомату оборони СРСР.
У жовтні — грудні 1942 року — начальник тилу — заступник командувача військ Калінінського фронту. У грудні 1942 — вересні 1943 року — помічник командувача військ Південно-Західного фронту по формуванням. У вересні 1943 — лютому 1944 року — заступник командувача військ Степового фронту. У лютому 1944 — виконувач обов'язків командувача 4-ю гвардійською армією.
У травні 1944 — липні 1945 року — командувач військ Львівського військового округу. У липні 1945 — червні 1946 року — командувач військ Горьковського військового округу. У жовтні 1946 — травні 1953 року — заступник командувача військ Московського військового округу по військово-навчальним закладам. У травні 1953 року звільнений у запас.

## Звання
- старший унтер-офіцер
- комкор (31.12.1937)
- генерал-лейтенант (4.06.1940)

## Нагороди
- орден Леніна
- п'ять орденів Червоного Прапора (1925, …, 17.04.1943, …)
- орден Кутузова 1-го ступеня (01.11.1943)
- медалі